# Supt
Supt település Franciaországban, Jura megyében. Lakosainak száma 108 fő (2022. január 1.). Supt Montmarlon, Andelot-en-Montagne, Boujailles, Chapois, Esserval-Tartre és Lemuy községekkel határos.

## Népesség
A település népessége az elmúlt években az alábbi módon változott:
| Lakosok száma | 137  | 120  | 102  | 98   | 109  | 105  | 102  | 103  | 105  | 108  |
|               | 1968 | 1982 | 1990 | 2006 | 2013 | 2015 | 2017 | 2019 | 2020 | 2022 |